# 伯利森縣 (德克薩斯州)
伯利森縣（英語：Burleson County）位美國德克薩斯州中部偏東的一個縣。面積1,755平方公里。根据美國2000年人口普查，共有人口16,470人。縣治考德威爾（Caldwell）。
成立於1846年3月24日，縣政府成立於7月13日。縣名紀念德克薩斯共和國副總統、州參議員愛德華·伯利森。